# Danny Trejo
Danny Trejo (Maywood, California, 16 de mayo de 1944) es un actor y actor de voz estadounidense. Ha aparecido en numerosas películas, entre ellas Heat (1995), Desperado (1995) y Con Air (1997). Ha colaborado frecuentemente con su primo segundo Robert Rodriguez; Trejo es quizás más reconocido como el personaje de Machete, originalmente desarrollado por Rodriguez para la serie de películas Spy Kids y luego ampliado a la propia serie de películas de Trejo dirigido a un público más adulto. Ha aparecido en programas de televisión como Breaking Bad, Brooklyn Nine-Nine, The X-Files, King of the Hill, The Flash, Sons of Anarchy y RuPaul's Drag Race. También ha aparecido en varios videos musicales de la banda estadounidense Slayer.

## Primeros años y vida privada
Danny Trejo nació en Los Ángeles, California, en Estados Unidos. Sus padres fueron Alicia Rivera y Daniel Trejo, un obrero. Es de ascendencia mexicana. Trejo es primo segundo del cineasta Robert Rodriguez, aunque ambos no lo supieron hasta trabajar juntos en Desperado. Creció en el Valle de San Fernando, en California. Durante su juventud, rondaba las calles cerca de su vecindario, cometiendo varios delitos junto a su tío y haciéndose adicto a la heroína. De adolescente fue detenido en varias ocasiones.
En la calle, Trejo desarrolló talento como boxeador y consideró dedicarse a ello como profesión, pero no lo pudo llevar a cabo debido a una larga sentencia en la cárcel. Mientras cumplía su condena en la Prisión Estatal de San Quintín consiguió ser campeón estatal de la prisión de California, en las categorías de peso ligero y peso wélter. Durante este periodo Trejo se volvió miembro de un programa de ayuda para superar la adicción a las drogas.
Entre 1997 y 2009 estuvo casado con Debbie Shreve, con quien tuvo tres hijos: Danny Boy (n. 1981), Gilbert (n. 1988) y Danielle (n. 1990).

## Carrera
Ha desarrollado una carrera en el negocio cinematográfico a través de un camino poco común. Desde estar encarcelado a ayudar a los jóvenes a luchar contra la adicción a las drogas, desde la actuación a la producción; el nombre, el rostro y los logros de Danny Trejo han sido bien reconocidos en Hollywood.[cita requerida]
Todo empezó cuando el actor se presentó al plató de Runaway Train (1985) para ofrecer asesoramiento a un hombre a quien había estado ayudando. Se le ofreció de inmediato un papel como convicto.[cita requerida] Su trayectoria en la industria del cine fue impulsada gracias a su participación en la cinta Heat (1995), dirigida por Michael Mann y protagonizada por Al Pacino, donde Trejo interpreta a Trejo, uno de sus personajes con mayor duración en pantalla hasta ese momento. Desde entonces, Danny apareció en docenas de películas, contándose entre ellas Blood in Blood Out, Desperado, la trilogía de From Dusk Till Dawn, Six Days Seven Nights, Reindeer Games y Spy Kids (2001), entre otras.

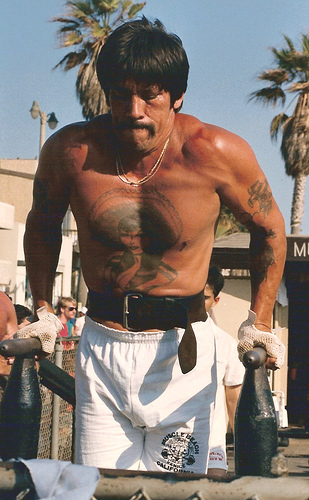
Trejo en Muscle Beach, California.

En 2000, Trejo fundó su propia compañía de producción, Starburst. Ese mismo año participó como coproductor (junto a Edward Bunker) y actor en Animal Factory, dirigida por Steve Buscemi y protagonizada por Willem Dafoe, Edward Furlong y Mickey Rourke. Años más tarde, Trejo iba a nombrar a Animal Factory como una de sus cinco películas favoritas. También tuvo papeles secundarios en The Salton Sea (2001), xXx (2002), Once Upon a Time in Mexico (2003) y The Devil's Rejects, en el papel de asesino a sueldo.
Trejo ha aparecido también en muchos programas televisivos, como The District, NYPD Blue (1996 y 1998), The X-Files (2000) y Resurrection Blvd. Apareció en dos temporadas de la serie de televisión Breaking Bad, haciendo de un narco llamado «Tortuga» (2009 y 2010 - 7 episodios de la 2.ª y 3 de la 3.er temporada). Además, apareció en las tres últimas temporadas de la serie de Fox Sons of Anarchy, donde tuvo el papel de Galindo.
Los personajes que interpreta Trejo suelen tener nombres de armas blancas, como Machete en Spy Kids, Razor Charlie y Razor Eddie en la serie de películas From Dusk Till Dawn y Navajas en Desperado. En 2010, protagonizó la película Machete, dirigida por Robert Rodriguez, donde interpreta al personaje que lleva el mismo nombre. Originalmente creado como un tráiler falso que aparecería entre los filmes Planet Terror y Death Proof, Machete se convirtió en un proyecto cinematográfico dirigido por Rodríguez. El filme se estrenó el 3 de septiembre de 2010. Machete es también el nombre del personaje que Danny Trejo interpreta en la trilogía de Spy Kids. Además, Trejo aparece en una serie de comerciales de la marca Mountfield (tres en total) interpretando a Machete.
En 2011, personificó al villano Drayke Salgado en la película de acción Recoil, protagonizada por el exluchador de lucha libre estadounidense Steve Austin.
En junio de 2019, viajó a Argentina para filmar La sombra del gato, junto al actor Guillermo Zapata, Miguel Ángel Solá y Maite Lanata.
Participó en los videoclips musicales de las canciones «Azúcar» de Kumbia Kings, «Repentless», «Pride In Prejudice» de la banda Slayer y «Loco» de Enrique Iglesias en colaboración con Romeo Santos.
En el videojuego Call of Duty: Black Ops aparece como uno de los personajes principales y manejables con su mismo nombre en el mapa del DLC "Escalation: Call of the Dead" del modo "Regresa", y en Call of Duty: Black Ops 4 como personaje jugable en el modo "Blackout". En Grand Theft Auto Vice City y Grand Theft Auto Vice City Stories dobla al jefe de la mafia cubana Umberto Robina. En Fallout New Vegas dobla al Necrófago Raul Tejada. También forma parte del videojuego Def Jam Fight for NY con su personaje propio, y en un DLC gratuito de far cry 6 lanzado el 15 de diciembre del 2021. En 2024 se estrena el videojuego Like A Dragon: Infinite Wealth, con Danny Trejo en el papel de Dwight Méndez, uno de los villanos (sólo su voz, aunque con una constitución física muy similar).
En 2023, Trejo se declaró en bancarrota tras acumular una deuda de dos millones de dólares con el fisco de Estados Unidos.

## Filmografía selecta
- Runaway Train (1985)
- The Hidden (1987)
- Lock Up (1989)
- Drug Wars: The lo Camarena Story (1990)
- Señalado por la muerte (1990)
- 12:01 (1993)
- Blood in Blood Out (1993)
- Doppelganger (1993)
- Desperado (1995)
- Heat (1995)
- Abierto hasta el amanecer (1996)
- Le Jaguar (1996)
- Con Air (1997)
- Anaconda (1997)
- Asesinos de reemplazo (1998)
- Seis días y siete noches (1998)
- Point Blank (1998)
- From Dusk till Dawn 3: The Hangman's Daughter (1999)
- From Dusk Till Dawn 2: Texas Blood Money (1999)
- Van Damme's Inferno (1999)
- Animal Factory (2000)
- Reindeer Games (2000)
- Bubble Boy (2001)
- Spy Kids (2001)
- The Salton Sea (2002)
- Spy Kids 2: The Island of Lost Dreams (2002)
- Grand Theft Auto Vice City (2002)
- 13 Moons (2002)
- xXx (2003)
- Anchorman: The Legend of Ron Burgundy (2004)
- Def Jam: Fight for NY (2004)
- The Devil's Rejects (2005)
- The Crow: Wicked Player (2005)
- Grand Theft Auto Vice City Stories (2006)
- Sherrybaby (2006)
- Smiley Face (2007)
- Grindhouse (2007)
- El Tigre: las aventuras de Manny Rivera (serie, 2012)
- Fanboys (2008)
- We Gotta Get Buscemi (2009)
- Breaking Bad (2009)
- Saint John of Las Vegas (2009)
- Depredadores (2010)
- Call of Duty: Black Ops (2010)
- Machete (2010)
- Recoil (2011)
- Spy Kids 4: All the Time in the World (2011) - Cameo
- Dead in Tombstone (2011)
- A Very Harold & Kumar 3D Christmas (2011)
- Bones (2011)
- Sons of Anarchy (2011)
- Death Race 2 (2011)
- Cross (2011)
- House of the Rising Sun (2011)
- Mango Bajito (2012)
- Rise of the Zombies (2012)
- The Contractor (2013)
- Machete Kills (2013)
- Muerte en Tombstone (2013)
- Death Race 3: Inferno (2013)
- In The Blood: Venganza (2014)
- The Flash (2014)
- Muppets Most Wanted (2014)
- El ataque del tiburón de 3 cabezas (2015)
- The Ridiculous 6 (2015)
- No Way Out (2015)
- Cyborg X (2015)
- Bad Ass 3 (2015)
- From Dusk till Dawn: The Series (2015)
- Storks (2016)
- Brooklyn Nine-Nine (2013)
- Rick and Morty (2017)
- Mostly Ghostly 3 (2017)
- 3Below: Tales of Arcadia (2018)
- Silencer (2018)
- Bully (2018)
- Dora y la ciudad perdida (2019)
- The Short History of the Long Road (2019)
- Final Kill (2020)
- Dynasty (2020)
- The SpongeBob Movie: Sponge on the Run (2020)
- American Gods (2021)
- American Horror Stories (2021)
- Far Cry 6 (2021)
- La sombra del gato (2021)[15]
- The Book of Boba Fett (2022)
- Better Things (2022)
- Minions El origen de Gru (2022)
- Clerks 3 (2022)
- The Night They Came Home (2024)